# Accademia di Atene
Accademia (in greco antico: Ἀκαδήμεια?, Akadḗmeia) fu il nome con il quale fu conosciuta la scuola fondata da Platone ad Atene.
Fondata nel 387 a.C., esistette, seppur attraverso varie fasi, fino a dopo la morte di Filone di Larissa. Anche se vari filosofi continuarono ad insegnare la filosofia platonica ad Atene in epoca romana, fu solo all'inizio del V secolo che una nuova scuola venne fondata come centro del neoplatonismo e cessò la sua attività nel 529, quando l'imperatore Giustiniano I ordinò la chiusura di tutte le scuole filosofiche pagane nell'impero bizantino, in cui il cristianesimo era stato imposto come religione di Stato.
Rappresentò per tutta l'età antica il simbolo della filosofia platonica e ancora Plutarco, in piena età imperiale, definiva se stesso e i pensatori che come lui si rifacevano a Platone come "accademici" (akademikoi).

## Sito

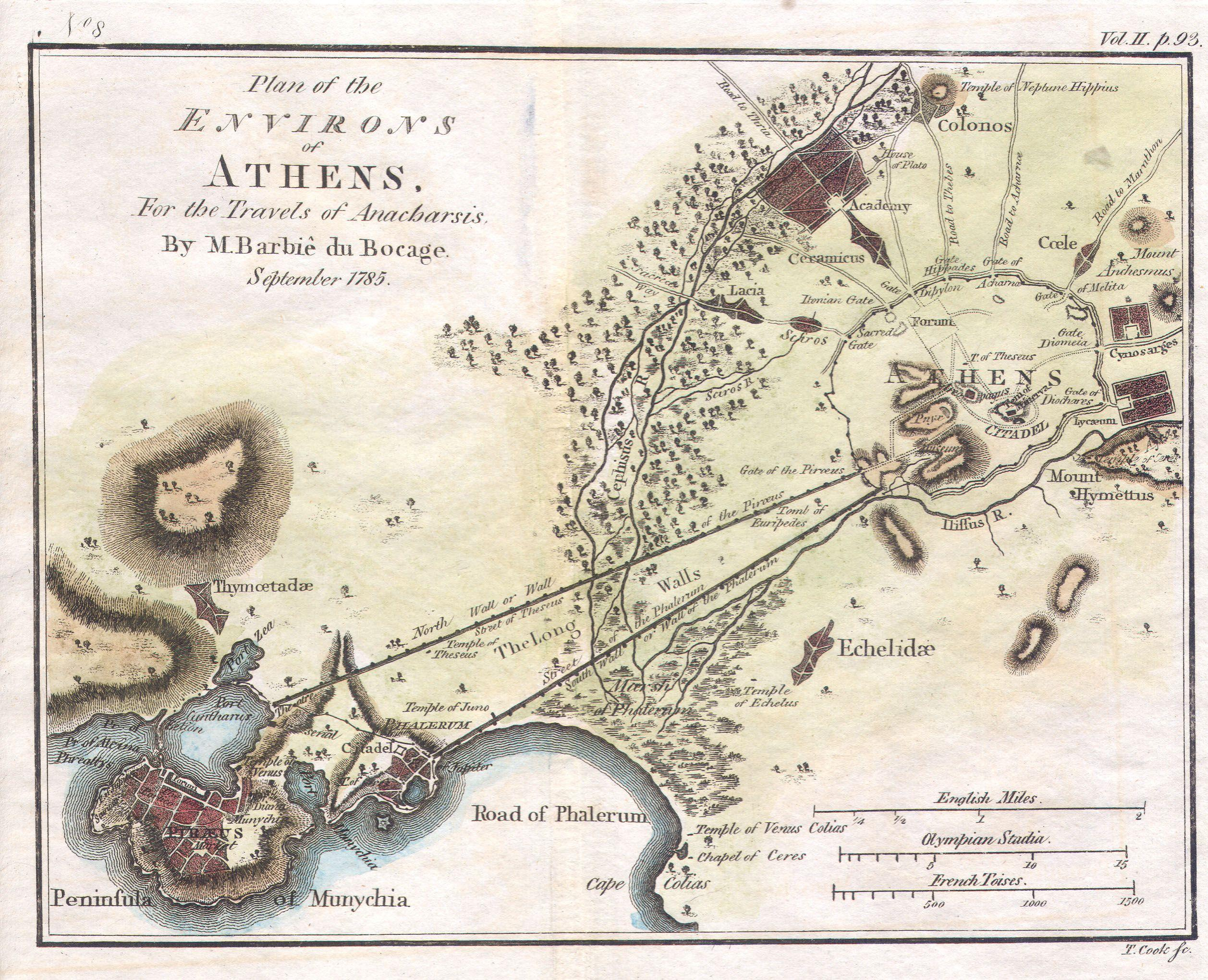
Mappa dell'antica Atene. L'Accademia è a nord della città.

Nel IV secolo a.C. veniva indicata come “Accademia” un’area di proprietà pubblica situata a nord-ovest della città di Atene, vicino al villaggio di Colono. L’area, ricca di alberi, comprendeva luoghi di culto, un ginnasio, e un boschetto sacro di ulivi dedicato ad Atena, la dea della saggezza; era perimetrata da un muro fatto costruire da Cimone. L’area poteva essere raggiunta dalla città uscendo dalla porta del Dipylon e attraversando il cimitero del Ceramico. Il luogo era noto come Hekademia (in greco: Ἑκαδήμεια), poi mutatosi, in epoca classica, in Accademia, dal nome dell'eroe ateniese Academo.

## Origini dell'Accademia

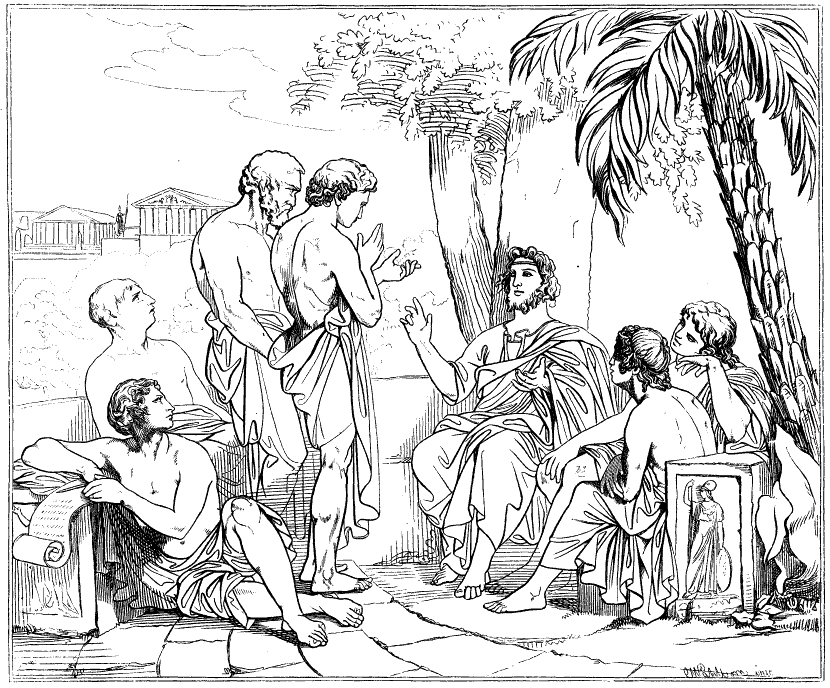
Platone discute con i suoi discepoli nell'Accademia

Fu in quest’area che, secondo la tradizione, nel 387 a.C. Platone fondò la celebre scuola filosofica.
La data non è del tutto certa. A quanto riferiscono Diogene Laerzio e Filodemo di Gadara, Platone fondò l’Accademia al ritorno dai suoi viaggi in Sicilia, dopo aver abbandonato Siracusa in seguito a contrasti con il tiranno Dionisio il Vecchio; Platone, ceduto a mercanti e messo in vendita come schiavo, sarebbe stato acquistato dall'atleta Anniceride, che lo liberò e acquistò il terreno nell’Accademia dove Platone si stabilì.
Tale scuola era caratterizzata da una vita in comune tra maestro e discepoli. Sul piano giuridico essa era un'associazione religiosa, dedita al culto di Apollo e delle Muse.

## L’Accademia platonica

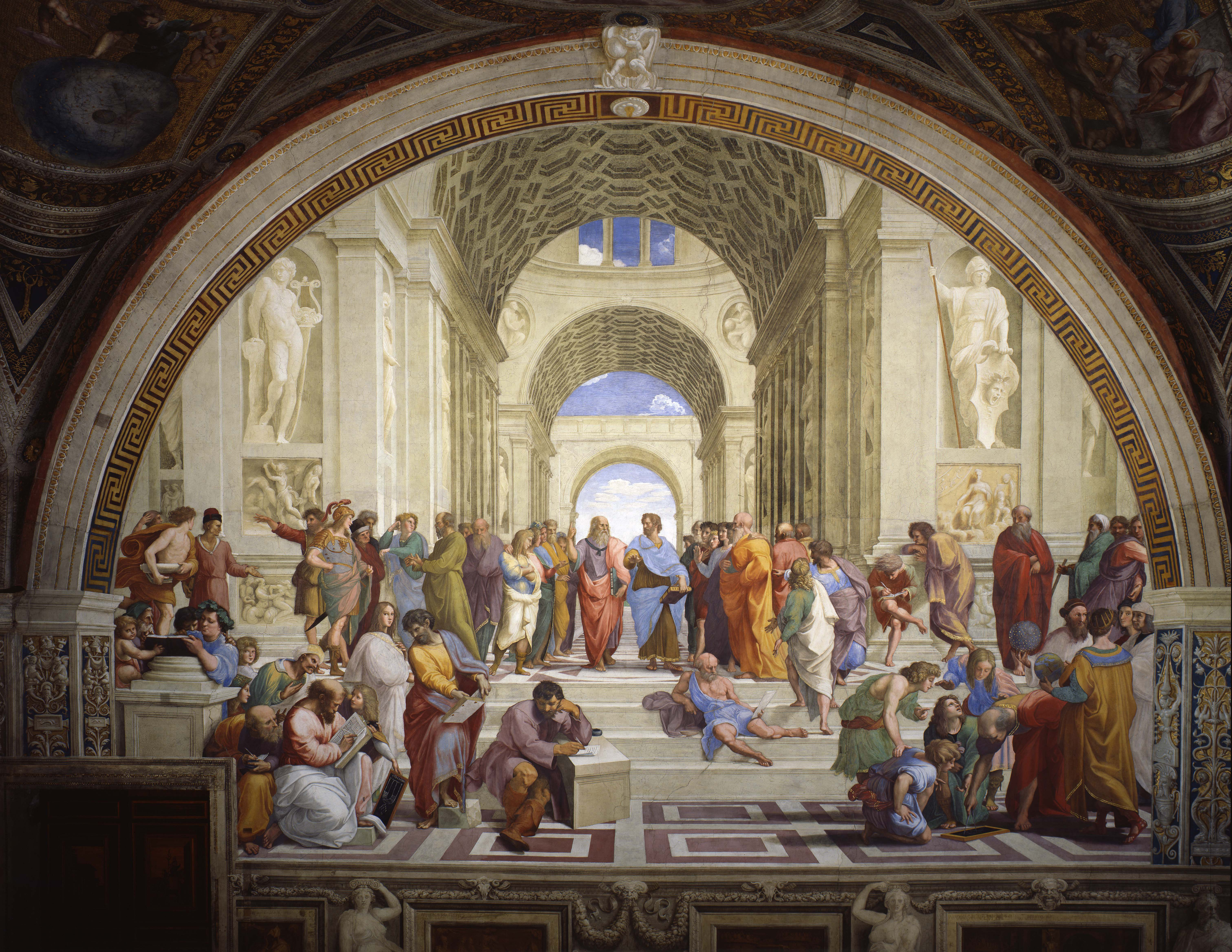
La Scuola di Atene, dipinto di Raffaello Sanzio

Platone fu scolarca dell'Accademia dalla sua fondazione. All'interno della scuola egli insegnò alcune dottrine che, a quanto ne riferisce Aristotele, differivano da quelle contenute nei suoi dialoghi, ed erano più profondamente influenzate dal pitagorismo. Alla morte di Platone (347 a.C.) la direzione della scuola passò a Speusippo, probabilmente per designazione dello stesso Platone. Speusippo potrebbe essere stato scelto per diversi motivi: perché figlio della sorella di Platone, perché più anziano degli altri allievi, e perché particolarmente dotato. Le sue posizioni filosofiche sembrano essere state alquanto diverse da quelle del maestro. Alla morte di Speusippo (339 a.C.) i partecipanti all’Accademia elessero come capo Senocrate, che cercò di conciliare le posizioni di Platone con quelle di Speusippo e resse la scuola fino alla sua morte nel 314 a.C.
Secondo quanto riportato da Filodemo di Gadara, tra gli allievi di Platone, oltre a Speusippo e Senocrate vi furono: Eraclide Pontico, Aminta, Menedemo di Pirra, Estieo di Perinto, Aristotele, Cherone di Pellene, Dione di Siracusa (cognato del tiranno Dionisio il Vecchio), Ermodoro di Siracusa, Erasto di Scepsi, Archita di Taranto, e altri di cui non si sa quasi nulla. Vi furono anche due donne, Lastenia di Mantinea e Assiotea di Fliunte, che tuttavia tenevano vesti maschili. Secondo Diogene Laerzio tra gli accademici vi furono anche Filippo di Opunte (segretario di Platone), Amicla di Eraclea, Corisco di Scepsi, Teofrasto, gli oratori Iperide e Licurgo, e altri minori. Da altre fonti si sa che frequentò l’Accademia anche il matematico e astronomo Eudosso di Cnido.
Aristotele, il più importante degli allievi dell’Accademia, vi entrò nel 367 a.C. (all’età di 17 anni) e la lasciò vent’anni più tardi, alla morte di Platone nel 347 a.C.: dunque deve essere stato non solo uno degli allievi ma anche insegnante: sappiamo che tenne dei corsi di retorica, che difese le posizioni dell'Accademia contro quelle di Isocrate e della sua scuola, e che scrisse alcuni dialoghi e trattati, tra cui Sulle Idee, in cui riferì il dibattito che si tenne nell'Accademia su questo tema, e Sul bene, in cui espose il corso tenuto da Platone su quest'argomento. Sembra che alla morte di Speusippo non fu eletto scolarca solo perché in quel momento non si trovava ad Atene (in questo periodo era precettore di Alessandro, figlio di Filippo II di Macedonia).
Il metodo seguito nell’Accademia era basato sulla discussione: pare che il maestro ponesse un problema e invitasse gli allievi a proporre delle soluzioni, che poi erano sottoposte ad esame e a tentativi di confutazione, con l’obiettivo di individuare la tesi più attendibile e convincente. Sembra che vi fosse grande libertà di proporre tesi diverse e contrastanti, senza grandi preoccupazioni di ortodossia (al contrario di quanto avveniva, ad esempio, nella scuola pitagorica).

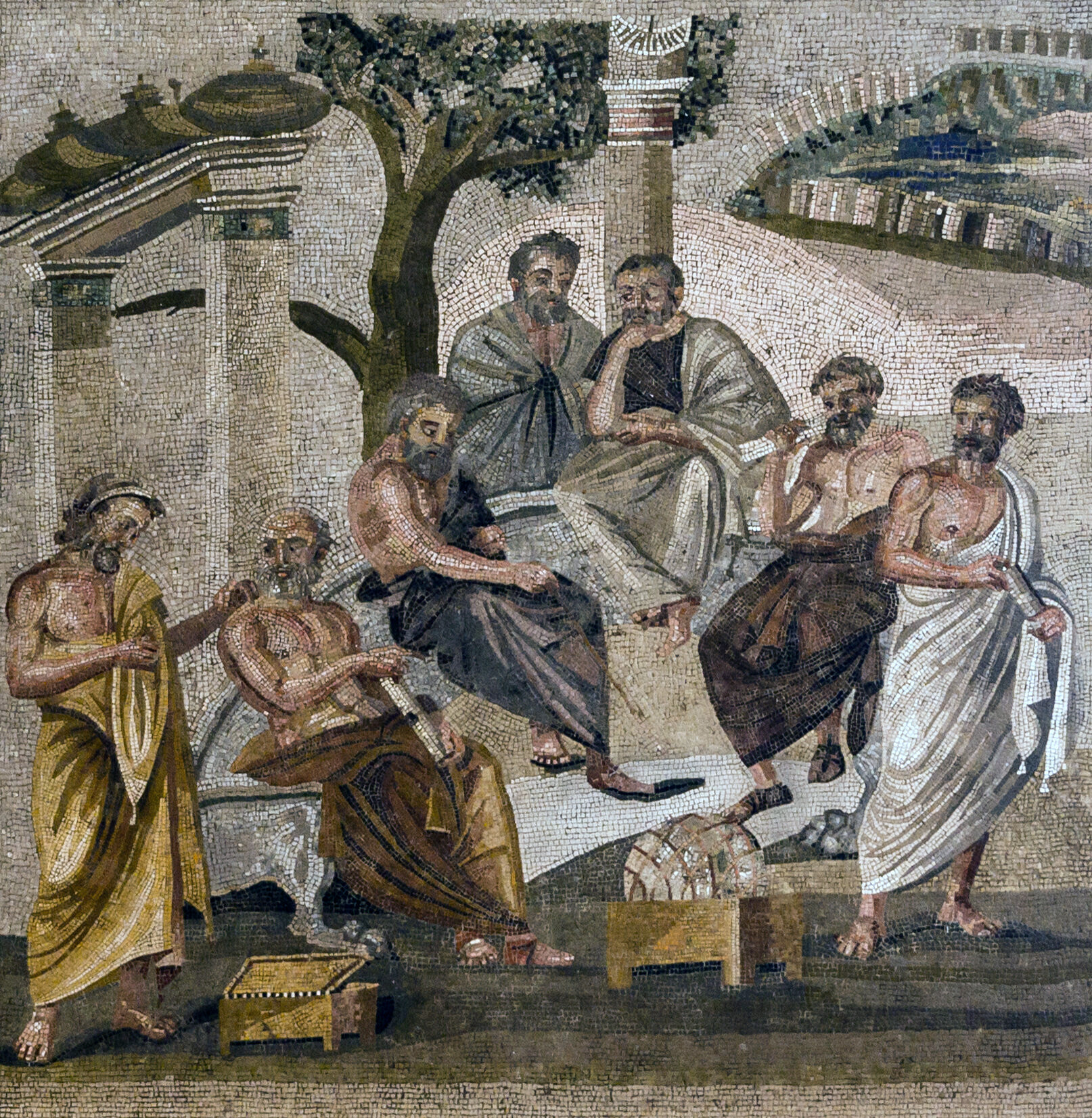
Platone e alcuni suoi allievi nell'Accademia. Mosaico pavimentale da Pompei, I sec. d.C.

Abbiamo notizia di almeno quattro problemi proposti da Platone ai suoi allievi. Il primo fu di carattere astronomico, cioè quello di costruire un modello dell’universo che potesse spiegare esattamente i moti degli astri che si potevano osservare nel cielo. Il secondo riguarda l’esistenza delle idee, problema centrale nella filosofia di Platone. Il terzo fu il problema dei princìpi, cioè degli elementi fondamentali che costituiscono la realtà. Il quarto fu di carattere etico: se il piacere sia un bene e se dovesse essere assunto come criterio di comportamento.
Inoltre, nell’attività dell'Accademia avevano importanza anche la matematica pura (cioè aritmetica e geometria) e applicata (cioè ottica e meccanica): questo corrisponde alla concezione platonica secondo cui lo studio della matematica deve precedere, e preparare a, quello della filosofia. Proclo cita diversi matematici che avrebbero avuto rapporti con l'Accademia, tra cui Leodamante di Taso, Archita di Taranto, Teeteto di Atene, Eudosso di Cnido e altri ancora. Uno degli obiettivi dell'Accademia era la formazione di politici (il che corrisponde al programma educativo esposto da Platone nella Repubblica), e diversi accademici (a partire dallo stesso Platone) ebbero ruoli politici di vario tipo, con l'impegno diretto, oppure come consiglieri o legislatori.
L'accademia fu uno dei centri di formazione dei giovani di buona famiglia ateniesi e stranieri. Per questo essa fu in diretta concorrenza sia con l'insegnamento dei sofisti sia con altri istituti come la scuola fondata dal retore Isocrate e più tardi il Liceo fondato da Aristotele.

## Sviluppo dell'Accademia ellenistica
Tradizionalmente, si distingue in diverse fasi lo sviluppo della scuola. Tra gli antichi, Diogene Laerzio parla di cinque diverse "Accademie", a partire dallo scolarcato di Platone fino ad arrivare a Filone, al termine dell'Ellenismo; Cicerone invece distingue semplicemente un'accademia antica dalla "nuova accademia" di Carneade e Filone.
Mentre a quanto sembra gli immediati successori di Platone, Speusippo e Senocrate, proseguirono l'insegnamento del fondatore senza apportare innovazioni di rilievo, una vera svolta si ebbe con lo scolarcato di Arcesilao. Arcesilao inaugurò il nuovo corso del platonismo ellenistico: a partire da lui, fino al primo secolo, il platonismo venne guardato innanzitutto come una filosofia scettica. La svolta scettica fu probabilmente influenzata dalla polemica che Arcesilao inaugurò contro il dogmatismo della dottrina stoica, che veniva allora insegnata ad Atene da Zenone di Cizio.
Anche i successori di Arcesilao - in particolare Carneade - proseguirono sia lo sviluppo scettico del platonismo sia la polemica con lo stoicismo, fino al I secolo d.C.
Filone di Larissa, in quest'epoca, iniziò una revisione delle posizioni dei suoi predecessori, puntando verso un approccio più sincretico con le altre scuole di pensiero ellenistiche, in reazione agli orientamenti scettici; il più famoso allievo di Filone, Antioco di Ascalona, ruppe del tutto con l'insegnamento dei predecessori, e con l'Accademia di Atene, fondando una nuova scuola in Egitto, e dando del platonismo una interpretazione che tendeva a trasformarlo in un sistema dogmatico con molti punti di contatto più che di polemica con lo stoicismo.

## La Scuola neoplatonica
Alla fine del IV secolo d.C. Plutarco di Atene fondò nella sua città una nuova scuola, basata sulle dottrine neoplatoniche elaborate da Plotino, Porfirio e Giamblico, ove esercitarono il loro magistero filosofi come Siriano e Proclo. L'Accademia venne osteggiata da alcuni gruppi di cristiani che la vedevano come un pericolo rispetto alla supremazia morale e politica della loro religione, visto che i suoi insegnanti ed i suoi studenti erano in larghissima maggioranza ancora pagani. Ciò ne causò la chiusura, decretata nel 529 dall'Imperatore romano d'Oriente Giustiniano I. A seguito della chiusura, un gruppo di sette filosofi, che comprendeva l'ultimo scolarca, Damascio, dovette fuggire esule in Persia, presso il re Cosroe I, e cercò di rifondare in oriente una nuova scuola platonica, ma senza successo.

## Accademia platonica di Firenze
Nel Rinascimento, per Accademia s'intende comunemente anche la cosiddetta Accademia neoplatonica di Firenze che, sorta grazie alla protezione di Cosimo de' Medici, voleva rappresentare simbolicamente la riapertura dell'antica Accademia ateniese. Essa divenne ben presto uno dei centri più importanti del neoplatonismo cristiano, e consisteva in un cenacolo di filosofi e letterati fiorentini riuniti intorno a Marsilio Ficino, i quali intendevano promuovere la rinascita della dottrina di Platone facendone rivivere la scuola.
L'Accademia di Firenze cessò ogni attività nell'anno 1522.